# Sea Islands

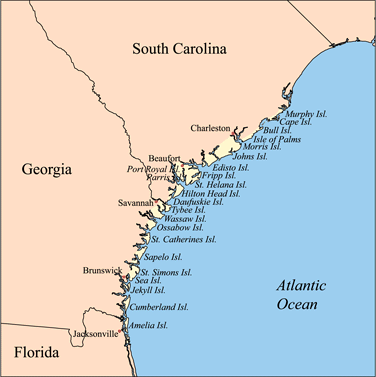
Mapa Sea Islands

Sea Islands – łańcuch wysp pływowych i barierowych leżących wzdłuż Atlantyckich wybrzeży południowych stanów USA. Ich liczba wynosi ponad 100 i są rozmieszczone pomiędzy ujściem rzeki Santee w Karolinie Południowej a ujściem rzeki St. Johns na Florydzie.
Od najdawniejszych czasów wyspy zamieszkałe przez ludy tubylcze stały się miejscem wczesnej fazy kolonizacji przez hiszpańskich zdobywców, którzy zakładali na nich już od 1570 roku misje. Misje były zlokalizowane na terenach szczepów Indian Mocama i Guale, którzy zamieszkiwali wyspy i tereny obecnej Georgii i Florydy od wyspy św. Katarzyny (w pobliżu Savannah) do ujścia rzeki św. Jana (obecne Jacksonville). System hiszpańskich misji po długich walkach z Anglikami i sprzymierzonymi z nimi Indianami został całkowicie zniszczony w latach 1702–1704. W XVIII wieku wyspy ze względu na łagodny i ciepły klimat stały się terenami plantacji bawełny, ryżu oraz indygowca, a sprowadzeni do pracy niewolnicy afrykańscy wraz z tubylczymi Indianami stworzyli podwaliny kultury kreolskiej, której elementy przetrwały do dziś. Obecnie wyspy spełniają rolę centrów wypoczynkowych, a część z nich stała się rezerwatami przyrody.

## Główne wyspy

### Karolina Południowa

#### Sea Islands whrabstwie Charleston
- Bull Island
- Dewees Island
- Edisto Island
- Folly Island
- Isle of Palms
- James Island
- Johns Island
- Kiawah Island
- Morris Island
- Seabrook Island
- Sullivan’s Island
- Wadmalaw Island

#### Sea Islands whrabstwie Colleton
- Bear Island

#### Sea Islands whrabstwie Beaufort
- Bay Point Island
- Cane Island
- Cat Island
- Coosaw Island
- Dataw Island
- Daufuskie Island
- Distant Island
- Fripp Island
- Gibbes Island
- Harbor Island
- Hilton Head Island
- Hunting Island
- Lady’s Island
- Morgan Island
- Parris Island
- Port Royal Island
- Pritchards Island
- St. Helena Island
- St. Phillips Island
- Spring Island

### Georgia

#### Sea Islands whrabstwie Chatham
- Tybee Island
- Little Tybee Island
- Cockspur Island
- Wilmington Island
- Whitemarsh Island
- Oatland Island
- Skidaway Island
- Isle of Hope
- Dutch Island
- Burnside Island
- Wassaw Island
- Ossabaw Island

#### Sea Islands whrabstwie Liberty
- St. Catherine’s Island
- Isle of Wight
- Hampton Island

#### Sea Islands whrabstwie McIntosh
- Blackbeard Island
- Sapelo Island

#### Sea Islands whrabstwie Glynn(Golden Isles)
- Jekyll Island
- Little St. Simons Island
- St. Simons Island
- Sea Island

#### Sea Islands whrabstwie Camden
- Cumberland Island

### Floryda
- Amelia Island z miastem Fernandina Beach